# Francesco Aviani

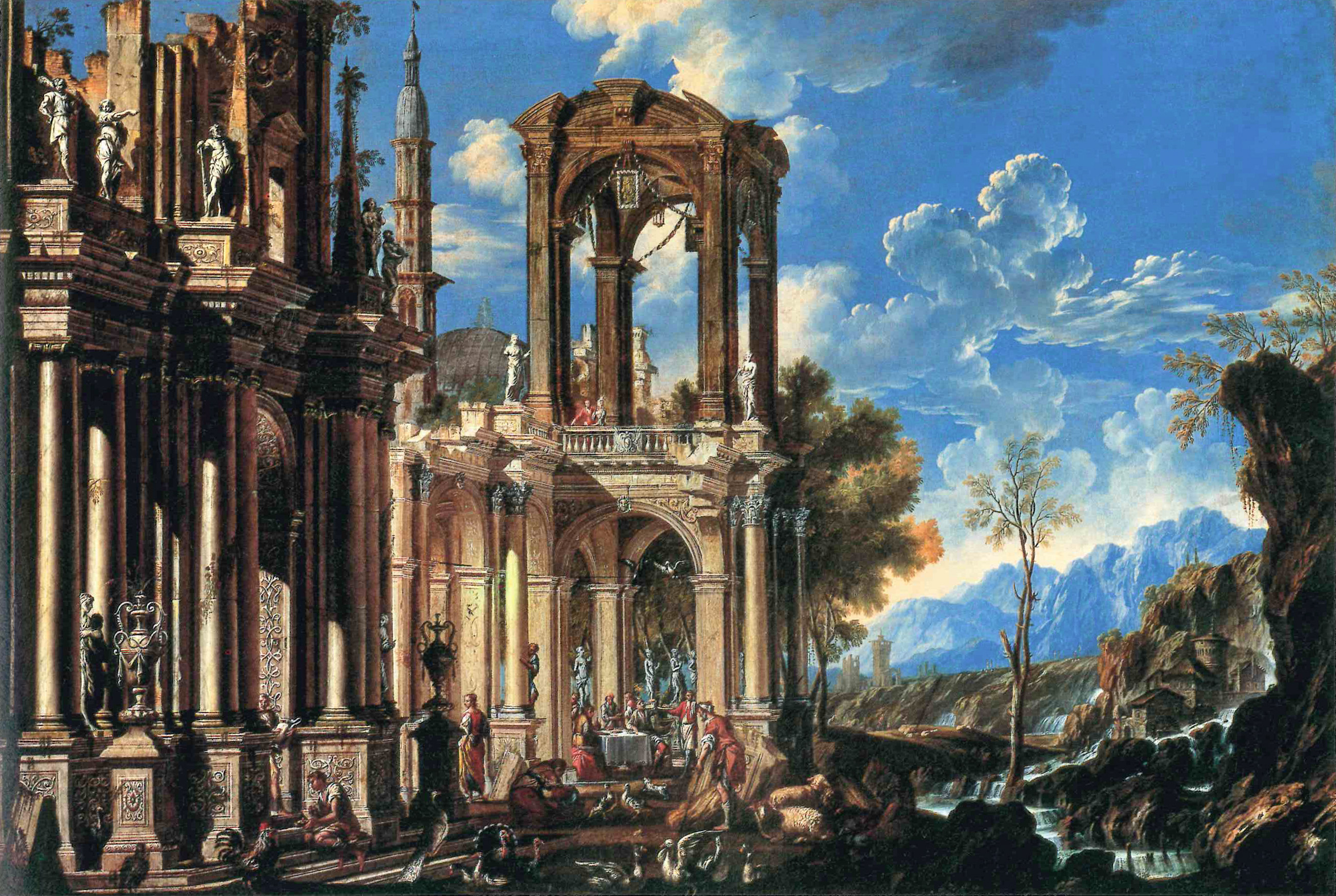
Paesaggio con Lazzaro e il ricco Epulone, Vicenza, Musei Civici

Francesco Aviani (Venezia, 25 novembre 1662? – Vicenza, 3 aprile 1715) è stato un pittore italiano cittadino della Repubblica di Venezia.

## Notizie
La mancanza di precise notizie ha per lungo tempo generato equivoci nelle note a lui dedicate ponendolo anche presente nel XVI secolo o anche sdoppiando il personaggio. Soltanto nel 1956 è stato possibile pubblicare alcune più precise notizie: la supposta data di nascita a Venezia e che i genitori fossero Bernardo e una certa Maddalena, inoltre veniamo a sapere che il 16 ottobre 1703 sposò Isabella Carcano.
La sua attività si svolse quasi esclusivamente a Vicenza e dintorni, soprattutto come frescante e prospettico paesaggista.
Nel 1703 decorò a fresco gli interni di Villa Chiericati Milan a Sandrigo, nel 1708 forse quelli della cosiddetta "sala dei Consultori della Repubblica Veneta" nel convento annesso al santuario di Monte Berico e nel 1714 quelli di Villa Pigafetta Camerini di Montruglio a Mossano.
Nelle pitture a olio si distinse per una nostalgica rappresentazione del paesaggio veneto accompagnato dall'inserimento di vedute di rovine. Se per la rappresentazione della natura si può trovarlo influenzato da Marco Ricci, nelle prospettive si rivela invece una ispirazione bolognese  – e non è da escludere una sua possibile formazione in ambito bibienesco. Senz'altro iniziò anche in Veneto il gusto del rovinismo emiliano ripreso poi anche dal detto Ricci.
È singolare come in queste vedute, invece delle consuete scene arcadiche con i personaggi utili a determinare una percezione di dimensione delle rovine, Aviani abbia talvolta voluto inserire alcune scene evangeliche come nelle due tel dei musei vicentini il Paesaggio con Lazzaro e il ricco Epulone e Cristo tra i dottori.